# جکی ویور
جکلین روت «جکی» ویور (به انگلیسی: Jacqueline Ruth "Jacki" Weaver) (زاده ۲۵ می ۱۹۴۷) بازیگر استرالیایی است.

## بخشی از فیلم‌شناسی
- کوسی (۱۹۹۶)
- قلمرو حیوانات (۲۰۱۰)
- دفترچه امیدبخش (۲۰۱۲)
- استوکر (۲۰۱۳)
- جادو در مهتاب (۲۰۱۴)
- مایا زنبور عسل (۲۰۱۴)
- صداها (۲۰۱۴)
- برابرها (۲۰۱۶)
- هلهله‌چی‌ها (۲۰۱۹)
- بازگشت به اوت‌بک (۲۰۲۱)
- شکوفه (مجموعه تلویزیونی)